# Gouy (Seine-Maritime)
Gouy ist eine französische Gemeinde mit 893 Einwohnern (Stand: 1. Januar 2022) im Département Seine-Maritime in der Region Normandie. Die Gemeinde befindet sich im Arrondissement Rouen, ist Teil des Kantons Darnétal (bis 2015: Kanton Boos). 

## Geographie
Gouy liegt etwa zehn Kilometer südsüdöstlich von Rouen. Umgeben wird Gouy von den Nachbargemeinden Belbeuf im Norden, Saint-Aubin-Celloville im Osten und Nordosten, Ymare im Süden und Südosten, Les Authieux-sur-le-Port-Saint-Ouen und Tourville-la-Rivière im Südwesten, Oissel-sur-Seine im Westen sowie Saint-Étienne-du-Rouvray im Nordwesten.

## Bevölkerungsentwicklung
| Bevölkerungsentwicklung | Bevölkerungsentwicklung | Bevölkerungsentwicklung | Bevölkerungsentwicklung | Bevölkerungsentwicklung | Bevölkerungsentwicklung | Bevölkerungsentwicklung | Bevölkerungsentwicklung | Bevölkerungsentwicklung | Bevölkerungsentwicklung |
| ----------------------- | ----------------------- | ----------------------- | ----------------------- | ----------------------- | ----------------------- | ----------------------- | ----------------------- | ----------------------- | ----------------------- |
| Jahr                    | 1962                    | 1968                    | 1975                    | 1982                    | 1990                    | 1999                    | 2006                    | 2013                    | 2020                    |
| Einwohner               | 365                     | 348                     | 446                     | 468                     | 644                     | 794                     | 788                     | 803                     | 898                     |

## Sehenswürdigkeiten
- Kirche Saint-Pierre-et-Saint-Paul aus dem 12. Jahrhundert
- Grotte de Gouy Höhle